# Ocrea

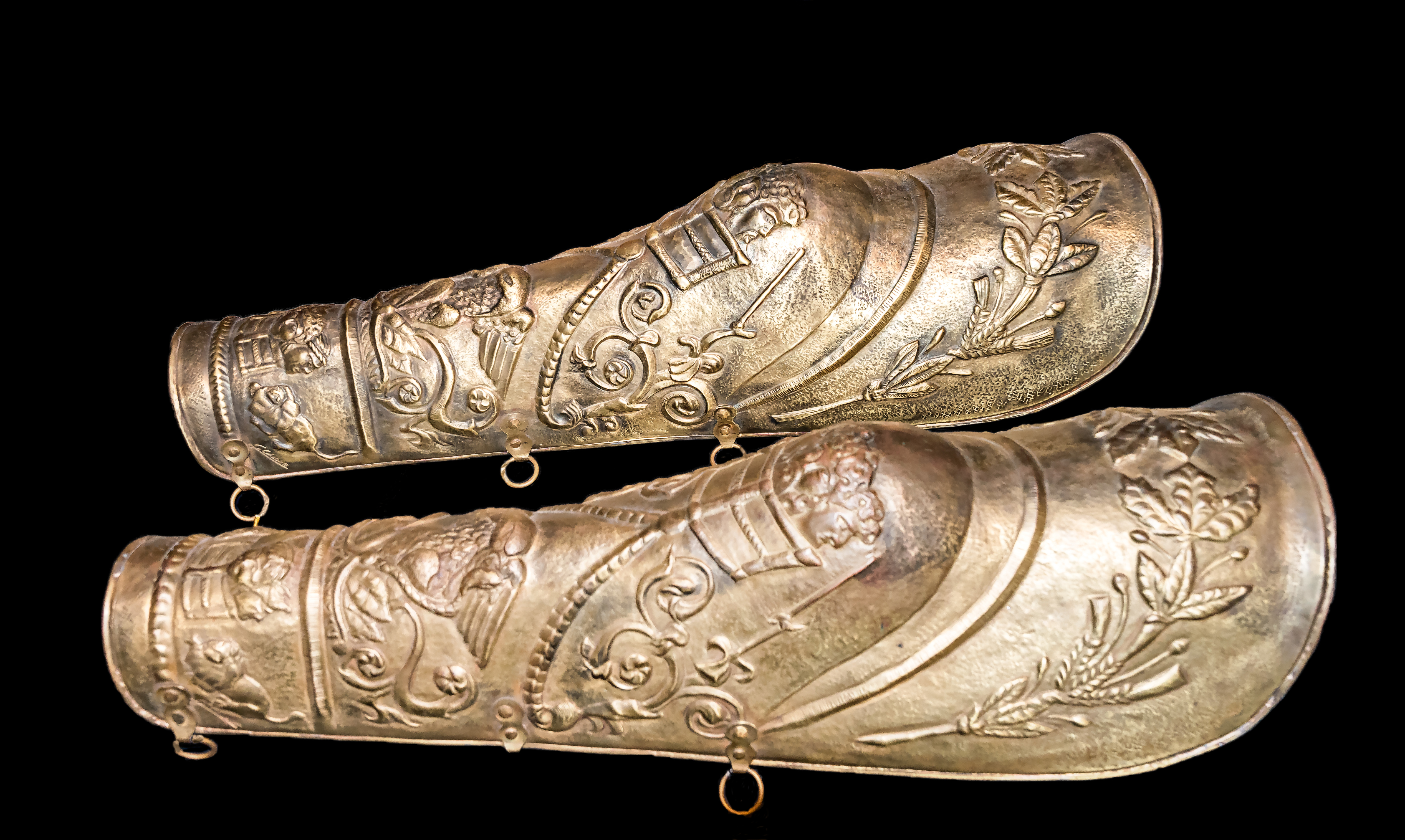
Moderne Nachbildung von römischen Ocreae (Beinschienen)

Ocrea (-eae f, lat.) war eine metallene Beinschiene. Ocreae wurden von römischen Soldaten und Gladiatoren getragen, um im Kampf Beinverletzungen zu verhindern. Sie bedeckten den vorderen Teil des Beins und wurden mit Riemen, die durch seitlich angebrachte Ösen geführt wurden, festgebunden. Ocreae waren meistens mit reichem Dekor verziert.

## Ocreaebeim Militär
Ocreae wurden von der römischen Armee zur Zeit der frühen römischen Republik verwendet. Zur Zeit der späten Republik trugen nur noch Zenturionen Beinschienen. In der Kaiserzeit kamen Beinschienen wieder auf.

## Ocreaeder Gladiatoren
Die verschiedenen Gladiatorengattungen schützten sich durch unterschiedlich lange ocreae, je nach Länge ihres Schildes:
- Der Murmillo und der Secutor mit ihrem langen Schild (scutum) trugen jeweils nur eine kurze ocrea am linken Bein.
- Der Provocator mit seinem mittelgroßen Schild (scutum) trug eine mittellange ocrea am linken Bein.
- Der Thraex und der Hoplomachus mit ihren kleinen Schilden (parma, parmula und hoplon) trugen lange ocreae an beiden Beinen.